# Saint Sané
Pour les articles homonymes, voir Sané.
Saint Sané est un saint catholique d'origine irlandaise, disciple de saint Patrick, fêté le 6 mars. 

## Biographie
Sané, originaire d'Hybernie comme saint Ronan passa en Armorique avec quelques compagnons afin d’évangéliser une population toujours fidèle aux rites polythéistes anciens.
Selon Albert Le Grand, qui a écrit sa biographie dans la Vie de saint Sané, il aurait abordé le continent à la pointe de Perzell, actuelle pointe de Bertheaume, puis, avançant dans les terres, s’arrêta au cœur de la forêt de Lucos, « lieu consacré », où se dressaient des temples païens. Avec ses compagnons, ils firent de ces temples des sanctuaires chrétiens, dont la première église de Locmaria-Plouzané. Le lieu-dit « Ar-Cloastr », proche du bourg de Plouzané, serait celui où vécut la communauté. Sané y aurait fait jaillir la fontaine qui y coule encore. À Plouzané, les récits indiquent qu’il aurait reçu la prêtrise de Ronan.
Selon Jean-Baptiste Ogée « l'église de Plouzané était autrefois un temple consacré aux idoles. Saint Sané est considéré comme le patron du lieu. On remarque dans cette église plusieurs monuments qui prouvent son antiquité. Auprès du porche est une croix de pierre fort haute, sur laquelle sont des inscriptions qu'on ne saurait lire. À peu de distance de l'église de Lomaria [Locmaria-Plouzané], on remarque deux grandes croix de pierre que l'on prétend avoir été plantées par saint Sané après qu'il eut converti le peuple de ce pays à la foi catholique. Ces croix ont toujours été fort révérées du peuple et ont été longtemps reconnues comme des asiles inviolables. Les malfaiteurs qui s'y réfugiaient ne pouvaient être saisis, ni punis. On voit aussi dans le cimetière une pierre d'autel où saint Sané célébra pour la première fois la messe, en présence des nouveaux convertis, dans le sixième siècle. Plouzané et la chapelle de Lomaria [Locmaria-Plouzané] étaient alors environnées d'une grande forêt, au milieu de laquelle elles étaient situées ».
On raconte aussi que les deux pierres levées christianisées qui se trouvent désormais au bourg de Locmaria-Plouzané marquaient l’entrée de la forêt et notamment celle du « bois de Grâce » dans lequel tout réfugié était assuré de ne pas être poursuivi.
Sané serait mort dans une solitude de l’Armorique vers 485.

## Son culte

### Évêché de Léon
- Locmaria-Plouzané, éponyme
- Plouzané, éponyme, patron de l’église, reliquaire, fontaine

### Évêché de Vannes
- Camors, lieu-dit et église